# アオテンツキ
アオテンツキは、ごく小柄なテンツキ属の植物である。丸い小穂を少数つける姿は、同属の他のものとはあまり似ていない。

## 特徴
アオテンツキ(Fimbristylis dipsacea C. B. Clarke)は、単子葉植物カヤツリグサ科テンツキ属の植物のひとつで、湿ったところに生えるごく小さな一年草である。
全体に黄緑色をした植物である。根茎は発達せず、根元で枝を出して束になって生じる。根出葉は細長く、長さは3-5cm。花茎は真っすぐだがあまり立ち上がらず、斜めに出るか寝る。そのため草全体としてロゼット状に見える。花茎の先端に花序があるが、その基部には数枚の苞があって細い葉状、長いものは花序より長くなる。
花序は散形状で、せいぜい十数個の小穂からなる。小穂は花茎の先端に着くか、そこから出た枝の上に着き、そこからさらに枝が出ることはない。その枝もそれほど長くなく、むしろ花茎の先端に小穂が群れている、といった風に見えることも多い。
小穂は卵形に近い球形で長さが3-6mm、多数の鱗片が螺旋状に並んでいる。しかし、多くのこの属のものでは鱗片が互いに密着して滑らかな外見をしているのに、この種では鱗片の先端の短い芒が突出しているので、やや刺々しい。また、この類の多くは鱗片が次第に褐色など濃い色になるが、この種は黄緑色のままである。「青点突き」の名もこれによる。
果実は長さが0.3mm程と非常に小さい。細長い円柱形で、しかもその両側側面からこん棒状の小さな附属体が数個ずつ突出する、という奇妙なものである。花柱は短くて果実の成熟時には脱落する。

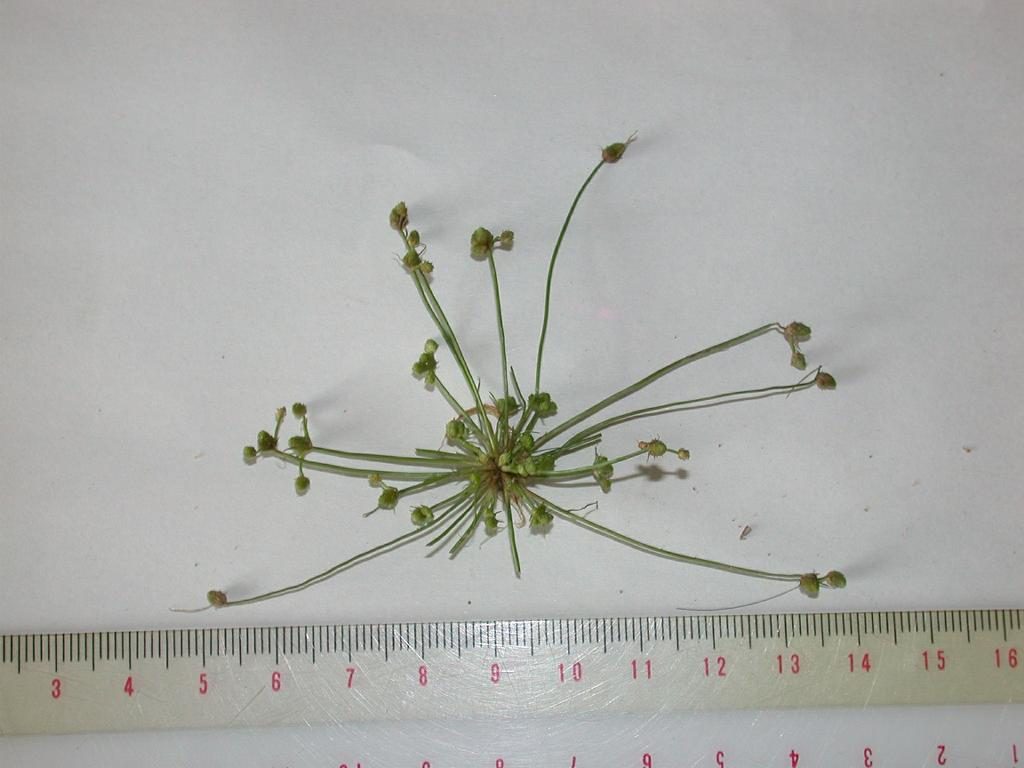
紙の上に広げた全草
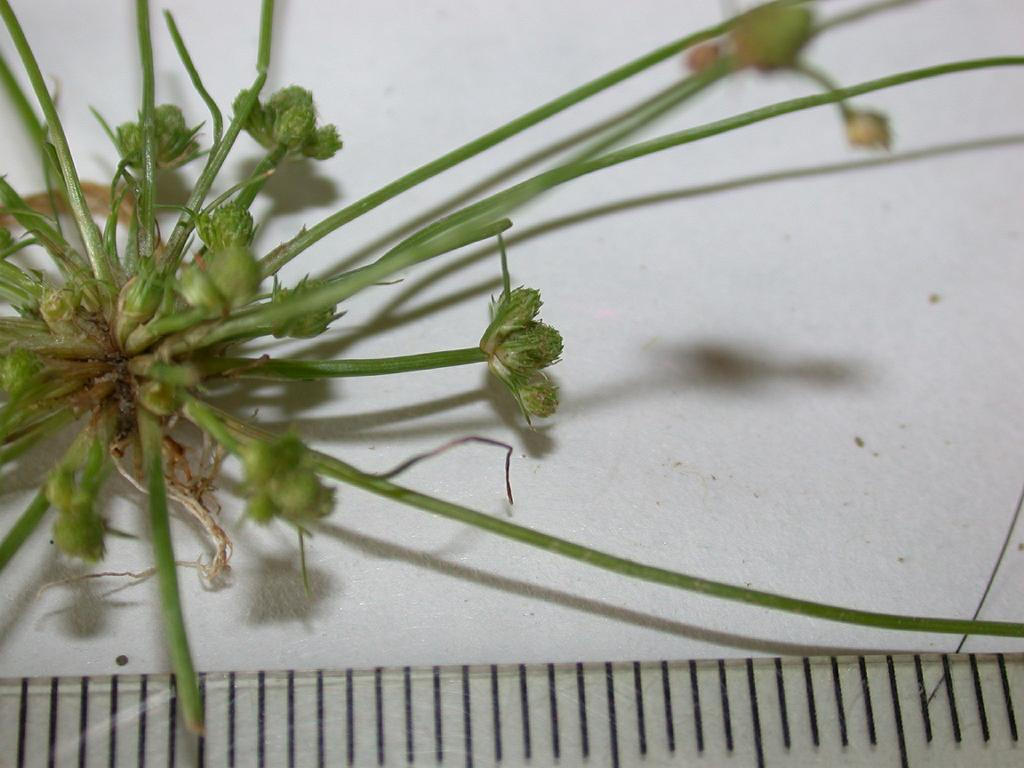
花序の拡大像
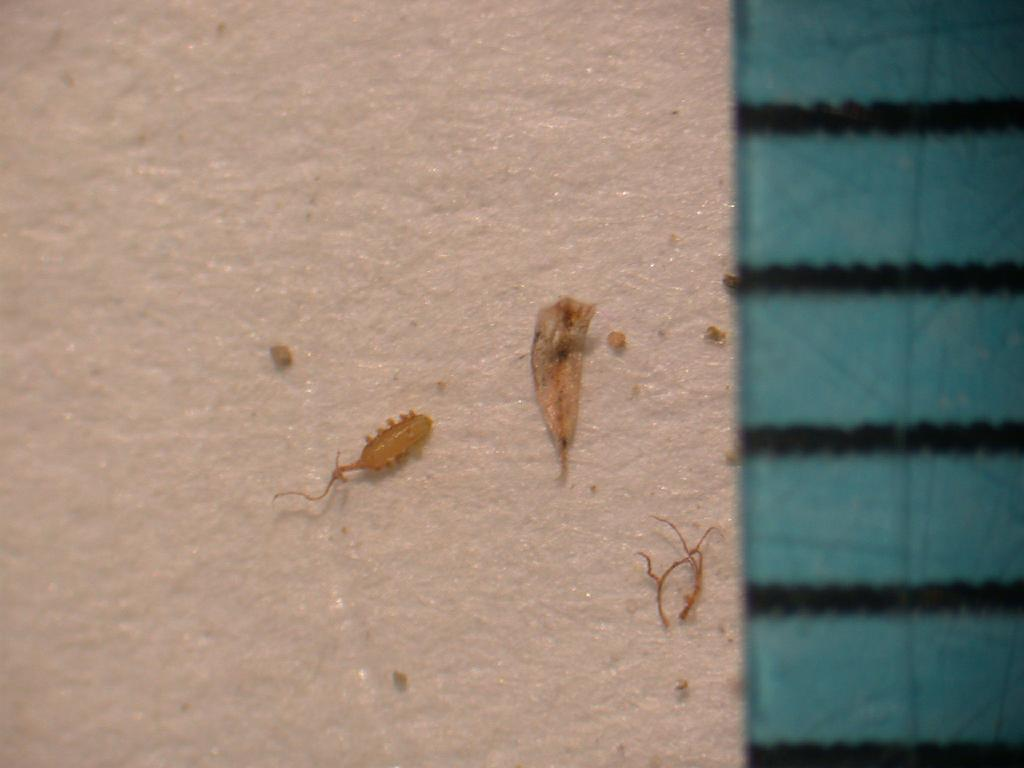
果実と鱗片

## 生育環境
湿地にはえる。ごく背の低い植物なので、開けた場所に出現する。特にため池などが水を減らして干上がった泥底が出現した場合など、一面に生えてくることがある。種子の数が多く、小型であるから、このような一時的な環境に短時間で生育するのに適しているらしい。

## 分布
本州から九州に分布する。国外では朝鮮から満州、アムール地方にわたる。

## 近縁種等
テンツキ属には多くの種があるが、ごく小さいこと、小穂が球形に近いこと、それに全体に緑色であることなどから混同されるような種はない。小穂が丸い点ではヒデリコもそうであるが、普通はもっと大きくなって小穂を多数つけるし、小穂の鱗片は褐色になる。むしろ、ヒンジガヤツリやヒメクグの成長の悪いものが間違われやすいかもしれない。小穂を分解して構造を見れば混同することはないが、如何せん小さいのでやっかいである。果実には変な突起があって特徴がはっきりしているので、これを確認すれば間違いないが、双眼実体がほしいところ。
この属の多くは果実が倒卵形で偏平であり、円柱形のものはあまりない。それらをまとめてハタケテンツキ節(sect. Dipsaceae)とすることもある。これに含まれるものとして日本にはハタケテンツキ(F. stauntoni)やその変種であるトネテンツキ(var. tonensis)があるが、それらはもう少しテンツキらしい姿をしている。
なお、上記のように一時的に干上がって生じた泥地にはこの種がよく見られるが、同時によく出現するものとしてメアゼテンツキやヒメアオガヤツリなどがある。いずれもごく小型の植物で、草姿まで似ている。また、そのような場所には他にも湿地に生えるカヤツリグサ類が出ることも多いが、成長の時間が限られるためか、ごく貧弱な姿で出現することも多い。たとえば通常は50cm位になるヒデリコも10cm以下で少数の小穂だけをつけていることがある。その結果、どれもよく似た姿になってしまうことが往々にしてあり、判別に戸惑うこともしばしばである。

## 利害
全くない。